# 布倫海姆 (新澤西州)
布倫海姆（英語：Blenheim）是位於美國新澤西州康登縣的非建制地區。

## 地理
布倫海姆所處的海拔為高於海平面16米（即52英呎），而該地所採用的時區為UTC-5，即北美东部时区（EST）。同時該地設有夏令時間，為UTC-5調快一小時，即UTC-4（EDT）。